# 雲紋單棘躄魚
雲紋單棘躄魚（学名：Chaunax penicillatus）为輻鰭魚綱鮟鱇目單棘躄魚亞目單棘躄魚科單棘躄魚屬下的一个种，為深海底棲魚類，分布於印度西太平洋區，包括肯亞、南非、馬達加斯加及澳洲等海域，棲息深度640-658公尺，體長可達26公分，生活在大陸坡，生活習性不明。

## 扩展阅读
- 維基物種上的相關：雲紋單棘躄魚